# Universidad del Witwatersrand
La Universidad del Witwatersrand (en inglés: University of the Witwatersrand; en afrikáans: Universiteit van die Witwatersrand) es una universidad sudafricana dentro de la región del Witwatersrand. Es la más importante del país y se fundó originalmente en Kimberley, que se trasladó a su emplazamiento actual tras la segunda guerra de los bóeres, rebautizándose entonces como escuela técnica y de minas.
Entre sus alumnos más importantes se encuentran Nelson Mandela y Aaron Klug. Witwatersrand es la universidad de mayor rango en África. Su lema es "Scientia et Labore".

## Historia
La universidad fue fundada en 1896. Se llamaba la Escuela Sudafricana de Minas. En 1904 Witwatersrand fue trasladado a Johannesburgo. En 1922, obtuvo el estatus de universidad completa.

## Alumnos notables
- Nelson Mandela, no se graduó.
- Aaron Klug, Premio Nobel de Química.
- Josephine Salmons, antropóloga, descubridora del cráneo de Tuang.